# Ernesto Lemoine Villicaña
Ernesto Lemoine Villicaña (Ciudad de México, Distrito Federal, 30 de abril de 1927 - Ciudad de México, 9 de diciembre de 1993), fue un escritor, historiador, bibliófilo y académico mexicano. Se especializó en geografía histórica, historia indígena, historia urbana, la Independencia de México, con particular énfasis en la vida y obra de José María Morelos y otros héroes de la independencia; y la Primera República Federal (México).

## Estudios
Realizó sus estudios universitarios en la Facultad de Filosofía y Letras de la Universidad Nacional Autónoma de México. En 1951 recibió el grado de maestro en Historia y en 1974 el título de doctor en historia de parte de dicha institución.

## Trayectoria académica
Lemoine Villicaña se incorporó al Instituto de Geografía de la Universidad Nacional Autónoma de México, de 1948 a 1958. Entre 1957-1958 realizó cursos de posgrado en España. En 1960 ingresó como investigador al Archivo General de la Nación. En 1991 fue reconocido como miembro del Sistema Nacional de Investigadores. En sus actividades docentes, impartió clases en el Instituto de Geografía de la UNAM desde 1955; en la Escuela Nacional Preparatoria, también desde 1955; y a partir de 1968, en la licenciatura y el posgrado de historia de la Universidad Nacional Autónoma de México.

## Obra
Lemoine Villicaña destacó por su erudición, que apoyaba en una vasta colección de documentos, estudios especializados y ediciones raras y antiguas que al momento de su fallecimiento llegaba a más de 10000 volúmenes y fue donada al Instituto Cultural de Aguascalientes por su viuda, Guillermina González. Dirigió gran cantidad de tesis, e impartió numerosos seminarios sobre los temas en que era especialista.
Su obra fue vasta, incluyendo más de cien trabajos, varios de ellos reeditados en múltiples ocasiones. Entre los más notables se hallan
- La Escuela Nacional Preparatoria en el periodo de Gabino Barreda. 1867-1878, México, Universidad Nacional Autónoma de México, 1970
- El desagüe del Valle de México durante la época independiente, México, Universidad Nacional Autónoma de México, 1978, 126 p.
- Morelos y la Revolución de 1810, México, Gobierno del Estado de Michoacán, 1979
- Carlos María de Bustamante y su Apologética historia de la revolución de 1810, México, Universidad Nacional Autónoma de México, 1984.
- Insurgencia y república federal. 1808-1824, estudio histórico y selección documental, México, Banco Internacional, 1986, 430 pp
- Morelos. Su vida revolucionaria a través de sus escritos y de otros testimonios de la época, México, Universidad Nacional Autónoma de México, 1965.
- Valladolid-Morelia. 450 años. Documentos para su historia (1537-1828), selección, introducción, paleografía, notas y apéndices, Morelia, Morevallado, 1993.